# Echinopsis cotacajesi
Echinopsis cotacajesi ist eine Pflanzenart aus der Gattung Echinopsis in der Familie der Kakteengewächse (Cactaceae). Das Artepitheton cotacajesi verweist auf das Vorkommen der Art bei Cotacajes in der bolivianischen Provinz Ayopaya.

## Beschreibung
Echinopsis cotacajesi wächst in der Regel einzeln. Die kugelförmigen, trübgrünen Triebe erreichen Wuchshöhen von bis zu 6,5 Zentimetern und weisen Durchmesser von 7 bis 8 Zentimeter auf. Es sind acht bis zehn gerundete Rippen vorhanden, die nicht gekerbt sind. Die auf ihnen befindlichen kreisrunden Areolen sind dunkelgrau und stehen bis zu 1,5 Zentimeter voneinander entfernt. Aus ihnen entspringen nadelige, dunkelgraue Dornen. Der einzelne, aufwärts gerichtete Mitteldorn ist 1,5 bis 2 Zentimeter lang. Die sieben bis zehn ausgebreiteten Randdornen weisen eine Länge von 0,5 bis 0,8 Zentimeter auf.
Die trichterförmigen, weißen Blüten erscheinen im Bereich des Triebscheitels. Sie  duften vermutlich und öffnen sich vermutlich in der Nacht. Die Blüten sind bis zu 11 Zentimeter lang und erreichen einen Durchmesser von 5 Zentimeter. Die kugelförmigen Früchte weisen Durchmesser von 2 bis 2,5 Zentimeter auf.

## Verbreitung und Systematik
Echinopsis cotacajesi ist im bolivianischen Departamento Cochabamba in der Provinz Ayopaya in Höhenlagen um 2700 Meter verbreitet.
Die Erstbeschreibung durch Martín Cárdenas wurde 1970 veröffentlicht.

## Nachweise